# Stanisław Tymoteusz Trojanowski
Stanisław Tymoteusz Trojanowski (29 de julho de 1908 - 28 de fevereiro de 1942) foi um frade franciscano polonês, nascido em Sadłowo. Foi martirizado em 1942 e beatificado como um dos 108 Mártires da Segunda Guerra Mundial pelo Papa João Paulo II em 13 de junho de 1999. Seu dia de festa é 12 de junho.

## Vida
Stanisław Tymoteusz Trojanowski nasceu no dia 29 de agosto de 1908 na cidade Sadłowo, sua família era pobre, o seu pai deixou a família órfã durante a Primeira Guerra Mundial, o que forçou Stanisław a trabalhar para sustentar sua mãe e três irmãos. Recebeu o sacramento da confirmação do Arcebispo Julian Nowowiejski e em 5 de março de 1930, foi aceito por São Maximiliano Maria Kolbe como candidato à Ordem dos Frades Menores Conventuais. 
Em 6 de janeiro de 1931 foi admitido ao noviciado e recebeu o nome de Timóteo. Em 2 de fevereiro de 1935, fez os primeiros votos religiosos e em 11 de fevereiro de 1938 fez os votos perpétuos. Passou toda a sua vida religiosa em Niepokalanów, tratando da revista "Cavaleiro da Imaculada", cuidando dos alimentos, trabalhando nos departamentos de agricultura e cestaria e como zelador dos irmãos enfermos na enfermaria.
Depois que os invasores entraram em Niepokalanów, na Segunda Guerra Mundial, ele foi preso no dia 14 de outubro de 1941 e transportado com um grupo de confrades para Pawiak e depois enviado para o campo de Auschwitz-Birkenau, onde morreu de pneumonia no dia 28 de fevereiro de 1942, sob o número 25431.
Em 1999, o Papa João Paulo II o beatifica em Varsóvia, juntamente com os 108 mártires da Segunda Guerra Mundial.